# Księga faktów
Księga faktów, właśc. Do początku: „Księga faktów”, ukr. Книга фактів – dokument opublikowany 6 lutego 2008 roku przez Służbę Bezpieczeństwa Ukrainy. Został przedstawiony jako kronika działań OUN-B od marca do września 1941 roku i dowód na brak udziału OUN-B w mordach dokonywanych wówczas na Żydach. Przez historyków Marco Carynnyka, Johna-Paula Himkę oraz Pera A. Rudlinga uznany za mistyfikację.
„Księga faktów” podaje informacje o tym, że OUN-B odmówiła Gestapo wzięcia udziału w pogromach lwowskich w 1941 roku. Analiza treści „Księgi faktów” skłoniła Pera Rudlinga do stwierdzenia, że dokument prawdopodobnie powstał dużo później. Per Anders Rudling wiąże powstanie Księgi z rozkazem Krajowego Prowodu OUN z października 1943 roku o preparowaniu dokumentów mających na celu zrzucenie odpowiedzialności za pogromy na Niemców i Polaków.